# Microregiunea Szécsény
Microregiunea Szécsény (în maghiară Szécsényi kistérség) a fost o microregiune statistică (kistérség) din județul Nógrád, Ungaria.
Cu o populație de 18.738 locuitori și o suprafață de 277,67 km2, aceasta a existat până în 2014, când în Ungaria, microregiunile ”kistérségek” au fost înlocuite de districte (járások).